# Cerro Arequita
Der Cerro Arequita ist ein Berg in Uruguay.
Der 305 m hohe Berg befindet sich auf dem Gebiet des Departamento Lavalleja etwa 10 km nördlich der Stadt Minas. Er liegt dort zwischen dem Río Santa Lucía und dem Arroyo Campanero.